# Lijst van rijksmonumenten aan de Lijnbaansgracht
Een overzicht van de 37 rijksmonumenten aan de Lijnbaansgracht in Amsterdam.
| Object                                                              | Oorspronkelijke functie? | Bouwjaar                           | Architect | Locatie                        | Coördinaten?                  | Nr.? | Afbeelding                                                          |
| ------------------------------------------------------------------- | ------------------------ | ---------------------------------- | --------- | ------------------------------ | ----------------------------- | ---- | ------------------------------------------------------------------- |
| Voormalig stadsgraanpakhuis (voorheen Lijnbaansgracht 2)            | Gebouw                   | 17e eeuw                           |           | Brouwersgracht 887-895         | 52° 22' 59" NB, 4° 52' 59" OL | 3625 | Meer afbeeldingen                                                   |
| Voormalig stadsgraanpakhuis (voorheen Lijnbaansgracht 3)            | Gebouw                   | 17e eeuw                           |           | Brouwersgracht 897;899;901;903 | 52° 22' 59" NB, 4° 52' 58" OL | 3626 | Meer afbeeldingen                                                   |
| Voormalig stadsgraanpakhuis (voorheen Lijnbaansgracht 4)            | Gebouw                   | 17e eeuw                           |           | Brouwersgracht 907;909;911;913 | 52° 22' 59" NB, 4° 52' 58" OL | 3627 | Meer afbeeldingen                                                   |
| Voormalig stadsgraanpakhuis (voorheen Lijnbaansgracht 5)            | Gebouw                   | 17e eeuw                           |           | Brouwersgracht 917;919;921;923 | 52° 22' 59" NB, 4° 52' 58" OL | 3628 | Meer afbeeldingen                                                   |
| Pakhuis met puntgevel                                               | Gebouw                   | 18e eeuw                           |           | Lijnbaansgracht 166            | 52° 22' 12" NB, 4° 52' 40" OL | 3635 | Meer afbeeldingen                                                   |
| Pak- of werkhuis met vlechtingen in de puntgevel                    | Gebouw                   | mogelijk 18e eeuw                  |           | Lijnbaansgracht 386            | 52° 21' 36" NB, 4° 53' 44" OL | 3664 | Pak- of werkhuis met vlechtingen in de puntgevel                    |
| Hoekhuis met gevel onder klokvormige top met rollagen en afdeklijst | Gebouw                   | 17e/19e eeuw                       |           | Lijnbaansgracht 244            | 52° 21' 47" NB, 4° 53' 4" OL  | 3636 | Hoekhuis met gevel onder klokvormige top met rollagen en afdeklijst |
| Pakhuis met puntgevel                                               | Gebouw                   | laat 18e eeuw                      |           | Lijnbaansgracht 246            | 52° 21' 47" NB, 4° 53' 4" OL  | 3637 | Meer afbeeldingen                                                   |
| Pand met halsgevel                                                  | Gebouw                   | eerste helft 18e eeuw              |           | Lijnbaansgracht 247            | 52° 21' 47" NB, 4° 53' 4" OL  | 3638 | Meer afbeeldingen                                                   |
| Pand met puntgevel                                                  | Gebouw                   | 1667                               |           | Lijnbaansgracht 254            | 52° 21' 46" NB, 4° 53' 6" OL  | 3639 | Meer afbeeldingen                                                   |
| Breed pand onder hoog dak bekroond met punt top                     | Gebouw                   | 17e eeuw (kern) 19e eeuw (punttop) |           | Lijnbaansgracht 255            | 52° 21' 46" NB, 4° 53' 6" OL  | 3640 | Meer afbeeldingen                                                   |
| Breed bedrijfspand met twee bovenhuizen                             | Gebouw                   | 19e eeuw                           |           | Lijnbaansgracht 256-258        | 52° 21' 46" NB, 4° 53' 6" OL  | 3641 | Breed bedrijfspand met twee bovenhuizen                             |
| Pand met gevel onder latere punttop                                 | Gebouw                   | 18e eeuw                           |           | Lijnbaansgracht 274            | 52° 21' 44" NB, 4° 53' 10" OL | 3642 | Meer afbeeldingen                                                   |
| Pand met gevel onder latere punttop                                 | Gebouw                   | 18e eeuw                           |           | Lijnbaansgracht 275            | 52° 21' 44" NB, 4° 53' 11" OL | 3643 | Meer afbeeldingen                                                   |
| Huis met gevel onder rechte lijst                                   | Gebouw                   | 17e/18e/19e eeuw                   |           | Lijnbaansgracht 279            | 52° 21' 44" NB, 4° 53' 11" OL | 3644 | Huis met gevel onder rechte lijst                                   |
| Huis met gevel onder rechte lijst                                   | Gebouw                   | 17e/18e/19e eeuw                   |           | Lijnbaansgracht 280            | 52° 21' 44" NB, 4° 53' 11" OL | 3645 | Huis met gevel onder rechte lijst                                   |
| Huis met gevel onder rechte lijst                                   | Gebouw                   | 17e/18e/19e eeuw                   |           | Lijnbaansgracht 281            | 52° 21' 44" NB, 4° 53' 11" OL | 3646 | Huis met gevel onder rechte lijst                                   |
| Laag breed pand met gevel onder rechte lijst                        | Gebouw                   | mogelijk 18e eeuw                  |           | Lijnbaansgracht 282-283        | 52° 21' 43" NB, 4° 53' 12" OL | 3647 | Meer afbeeldingen                                                   |
| De Nootenboome Uytkijk                                              | Gebouw                   | circa 1724                         |           | Lijnbaansgracht 287            | 52° 21' 42" NB, 4° 53' 15" OL | 3648 | Meer afbeeldingen                                                   |
| Pand met aan voor- en achter zijnde puntgevels                      | Gebouw                   | 17e/18e eeuw                       |           | Lijnbaansgracht 288            | 52° 21' 41" NB, 4° 53' 15" OL | 3649 | Pand met aan voor- en achter zijnde puntgevels                      |
| Huis met halsgevel                                                  | Handel en kantoor        | ca. 1725                           |           | Lijnbaansgracht 293            | 52° 21' 41" NB, 4° 53' 17" OL | 3650 | Meer afbeeldingen                                                   |
| Huis met halsgevel                                                  | Gebouw                   | ca. 1725                           |           | Lijnbaansgracht 294            | 52° 21' 41" NB, 4° 53' 17" OL | 3651 | Meer afbeeldingen                                                   |
| Huis met halsgevel                                                  | Werk-woonhuis            | ca. 1725                           |           | Lijnbaansgracht 295            | 52° 21' 41" NB, 4° 53' 17" OL | 3652 | Meer afbeeldingen                                                   |
| Pand met gevel onder latere punttop                                 | Gebouw                   | mogelijk 18e eeuw                  |           | Lijnbaansgracht 297I           | 52° 21' 40" NB, 4° 53' 17" OL | 3653 | Pand met gevel onder latere punttop                                 |
| Zeer smal huis met sobere halsgevel                                 | Gebouw                   | eerste helft 18e eeuw              |           | Lijnbaansgracht 301            | 52° 21' 40" NB, 4° 53' 18" OL | 3654 | Zeer smal huis met sobere halsgevel                                 |
| Zeer smal huis met sobere halsgevel                                 | Gebouw                   | eerste helft 18e eeuw              |           | Lijnbaansgracht 302            | 52° 21' 40" NB, 4° 53' 18" OL | 3655 | Zeer smal huis met sobere halsgevel                                 |
| Pand met klokgevel                                                  | Gebouw                   | derde kwart 18e eeuw               |           | Lijnbaansgracht 324            | 52° 21' 36" NB, 4° 53' 33" OL | 3656 | Meer afbeeldingen                                                   |
| Pand met klokgevel                                                  | Gebouw                   | derde kwart 18e eeuw               |           | Lijnbaansgracht 325            | 52° 21' 36" NB, 4° 53' 33" OL | 3657 | Meer afbeeldingen                                                   |
| Smal huis van het 'Noortse-bos-type'                                | Gebouw                   | 1665                               |           | Lijnbaansgracht 334            | 52° 21' 36" NB, 4° 53' 34" OL | 3658 | Meer afbeeldingen                                                   |
| Smal huis van het 'Noortse-bos-type'                                | Gebouw                   | 1665                               |           | Lijnbaansgracht 333            | 52° 21' 36" NB, 4° 53' 34" OL | 3659 | Meer afbeeldingen                                                   |
| Smal huis van het 'Noortse-bos-type'                                | Gebouw                   | 1665                               |           | Lijnbaansgracht 335            | 52° 21' 36" NB, 4° 53' 34" OL | 3660 | Meer afbeeldingen                                                   |
| Pand met halsgevel                                                  | Gebouw                   | tweede kwart 18e eeuw              |           | Lijnbaansgracht 340            | 52° 21' 36" NB, 4° 53' 35" OL | 3661 | Pand met halsgevel                                                  |
| Pand met halsgevel                                                  | Gebouw                   | tweede kwart 18e eeuw              |           | Lijnbaansgracht 341A           | 52° 21' 36" NB, 4° 53' 36" OL | 3662 | Pand met halsgevel                                                  |
| Pand met gevel onder rechte lijst                                   | Gebouw                   | eerste helft 19e eeuw              |           | Lijnbaansgracht 18A-C          | 52° 22' 54" NB, 4° 52' 55" OL | 3631 | Meer afbeeldingen                                                   |
| Pand met gevel onder rechte lijst                                   | Gebouw                   | eerste helft 19e eeuw              |           | Lijnbaansgracht 88             | 52° 22' 32" NB, 4° 52' 41" OL |      | Upload foto                                                         |
| Pand met gevels onder klokvormige toppen met rollagen               | Gebouw                   | 19e eeuw                           |           | Lijnbaansgracht 93-94          | 52° 22' 29" NB, 4° 52' 39" OL | 3633 | Meer afbeeldingen                                                   |
| Hoekhuis van hoofdzakelijk 19e-eeuws voorkomen                      | Gebouw                   | 19e eeuw                           |           | Lijnbaansgracht 95             | 52° 22' 29" NB, 4° 52' 39" OL | 3634 | Meer afbeeldingen                                                   |